# Albert Puig
Albert Puig (født 15. april 1968) er en spansk tidligere fodboldspiller.